# Ciudad Frontera
Ciudad Frontera è una città del Messico, situato nello stato di Coahuila, capoluogo del comune di Frontera.